# Jasnoje
Jasnoje (russisch Я́сное, deutsch bis 1938 Kaukehmen, 1938–1945 Kuckerneese, litauisch Kaukiemis) ist eine Siedlung in der russischen Oblast Kaliningrad und gehört zur kommunalen Selbstverwaltungseinheit Munizipalkreis Slawsk im Rajon Slawsk.

## Geschichte
Kaukehmen war eine prußische Siedlung am Rand des Memeldeltas. Im 14. Jahrhundert errichtete der Deutsche Orden hier ein Festes Haus. Der Name leitet sich von „kaukas-kaimai“ (Unterirdischen-Dorf) ab und weist auf eine heidnische Kultstätte, denn die unsichtbaren hilfreichen Erdgeister wurden als Diener der Fruchtbarkeitsgöttin Puskaite verehrt. Spätestens seit 1576 war Kaukehmen Kirchort und erlangte bald aufgrund seiner Lage und Bedeutung als Handelsplatz den Status eines Fleckens. Die kleine Ordensburg wurde noch im 17. Jahrhundert von Kurfürst Friedrich Wilhelm als Jagdhaus genutzt, verfiel aber bald und wurde bis auf bescheidene Fundamentreste abgetragen. 1661 erhielt der Ort eine größere Kirche, die – wenn auch in verändertem und verfallenen Zustand – die Zeiten überdauert hat. Seit 1818 war Kaukehmen Sitz der Kreisverwaltung im Kreis Niederung, verlor diesen aber später an das zentraler gelegene Heinrichswalde. Von 1902 bis 1945 bestand Anschluss an die (Elch)niederungsbahn (früher Bädertourismus in der (Elch)niederung).
1945 kam der Ort in Folge des Zweiten Weltkrieges mit dem nördlichen Ostpreußen zur Sowjetunion. 1947 erhielt er den russischen Namen Jasnoje (etwa klarer Ort, wohl wegen des Lichtes in der Memel-Niederung) und wurde Sitz eines Dorfsowjets im Rajon Slawsk. 2008 wurde Jasnoje Sitz einer Landgemeinde. Nach deren Auflösung gehörte der Ort von 2016 bis 2021 zum Stadtkreis Slawsk und seither zum Munizipalkreis Slawsk.
Kaukehmen war Sitz des Justizamts Kukerneese und ab 1838 des Landgerichts Kaukehmen. 1849 wurden in Preußen die Patrimonialgerichtes aufgehoben und es entstand das Kreisgericht Kaukehmen. Ab 1879 war das Amtsgericht Kaukehmen Eingangsgericht im Ort.

### Amtsbezirk Kaukehmen/Kuckerneese (1874–1945)
Zwischen 1874 und 1945 war Kaukehmen Amtssitz und namensgebender Ort eines neu errichteten Amtsbezirks, der – ab 1938 umbenannt in „Amtsbezirk Kuckerneese“ – bis 1945 zum Kreis Niederung (ab 1939 „Kreis Elchniederung“) im Regierungsbezirk Gumbinnen der preußischen Provinz Ostpreußen gehörte. Ihm gehörten anfangs sieben, am Ende nur noch drei Gemeinden an:
| Name                           | Änderungsname 1938 bis 1946 | Russischer Name | Bemerkungen                           |
| ------------------------------ | --------------------------- | --------------- | ------------------------------------- |
| Alt Sellen                     |                             |                 |                                       |
| Kaplanischken                  |                             |                 | vor 1916 nach Kaukehmen eingegliedert |
| Kaukehmen                      | Kuckerneese                 | Jasnoje         |                                       |
| Kaukehnellen                   |                             |                 | 1915 nach Kaukehmen eingegliedert     |
| Kloken                         |                             | Kljutschi       |                                       |
| Kuckerneese                    |                             |                 | 1928 nach Kaukehmen eingegliedert     |
| Ruß-Kuckerneeser Deichsozietät |                             |                 |                                       |

Am 1. Januar 1945 bildeten nur noch die Gemeinden Alt Sellen, Kloken und Kuckerneese den Amtsbezirk Kuckerneese.

### Jasnowski selski Sowet/okrug 1947–2008
Der Dorfsowjet Jasnowski selki Sowet (ru. Ясновский сельский Совет) wurde im Juni 1947 eingerichtet. Im Oktober 1950 wurde der nordwestliche Teil des Dorfsowjets abgetrennt und dort der neue Dorfsowjet Lewobereschenski selski Sowet eingerichtet. Dabei verlief die Grenze zwischen den beiden Dorfsowjets vermutlich entlang des östlichen Teils des Flusses Alge bis etwa zum Ort Ackelningken/Ackeln (ru. Rownoje), der vielleicht als zum Lewobereschenski selski Sowet zugehörig angenommen werden kann. Nach dem Zerfall der Sowjetunion bestand die Verwaltungseinheit als Dorfbezirk Jasnowski selki okrug (ru. Ясновский сельский округ). Im Jahr 2008 wurden die verbliebenen Orte des Dorfbezirks in die neugebildete Landgemeinde Jasnowskoje selskoje posselenije übernommen.
| Ortsname                         | Name bis 1947/50                                                                               | Bemerkungen                                                                                |
| -------------------------------- | ---------------------------------------------------------------------------------------------- | ------------------------------------------------------------------------------------------ |
| Arbusowo (Арбузово)              | Neusorge                                                                                       | Der Ort wurde 1950 umbenannt und vor 1975 verlassen.                                       |
| Chmelnizkoje (Хмельницкое)       | Neu Ginnischken, 1938–1945: „Neuginnendorf“                                                    | Der Ort wurde 1950 umbenannt und vor 1975 verlassen.                                       |
| Dalneje (Дальнее)                | Usseinen, 1938–1945: „Stellwagen“                                                              | Der Ort wurde 1947 umbenannt und vor 1975 verlassen.                                       |
| Diwnoje (Дивное)                 | Norweischen, 1938–1945: „Mühlmeistern“                                                         | Der Ort wurde 1947 umbenannt und vermutlich vor 1975 an den Ort Wischnjowka angeschlossen. |
| Gorodkowo (Городково)            | Skören                                                                                         | Der Ort wurde 1947 umbenannt.                                                              |
| Gribki (Грибки)                  | Skuldeinen                                                                                     | Der Ort wurde 1950 umbenannt und vor 1975 an den Ort Jasnoje angeschlossen.                |
| Jasnoje (Ясное)                  | Kaukehmen, 1938–1945: „Kuckerneese“                                                            | Verwaltungssitz                                                                            |
| Kalinowka (Калиновка)            | Warskillen                                                                                     | Der Ort wurde 1950 umbenannt und vor 1975 verlassen.                                       |
| Kljutschi (Ключи)                | Kloken                                                                                         | Der Ort wurde 1950 umbenannt und vor 1975 verlassen.                                       |
| Kulikowka (Куликовка)            | Maszrimmen, 1938–1945: „Kleinhohenberge“                                                       | Der Ort wurde 1947 umbenannt und vor 1975 verlassen.                                       |
| Lineinoje (Линейное)             | Endreischken, 1938–1945: „Endern“                                                              | Der Ort wurde 1947 als „Jedwaschken“ umbenannt und vor 1975 verlassen.                     |
| Lutschistoje (Лучистое)          | Budwethen, 1938–1945: „Ansorge“                                                                | Der Ort wurde 1950 umbenannt und vor 1975 verlassen.                                       |
| Malyje Bereschki (Малые Бережки) | Neu Lappienen, 1938–1945: „Rautersdorf“                                                        | Der Ort wurde 1947 umbenannt und war zunächst in den Dorfsowjet Saliwenski eingeordnet.    |
| Medun (Медунь)                   | Aschpalten                                                                                     | Der Ort wurde 1950 umbenannt und vor 1975 verlassen.                                       |
| Mostowoje (Мостовое)             | Sköpen                                                                                         | Der Ort wurde 1947 umbenannt.                                                              |
| Obchodnoje (Обходное)            | Baltruscheiten, 1938–1945: „Balten“                                                            | Der Ort wurde 1950 umbenannt und vor 1975 verlassen.                                       |
| Obojan (Обоянь)                  | Baubeln, 1938–1945: „Sommershöfen“                                                             | Der Ort wurde 1950 umbenannt und vor 1975 verlassen.                                       |
| Oserki (Озерки)                  | Klein Allgawischken, 1938–1945: „Allgau“                                                       | Der Ort wurde 1950 umbenannt und vor 1975 verlassen.                                       |
| Raswilki (Развилки)              | Baltruschkehmen, 1938–1945: „Altschanzenkrug“                                                  | Der Ort wurde 1947 umbenannt und vor 1975 verlassen.                                       |
| Sabolotnoje (Заболотное)         | Schuppinnen, 1938–1945: „Schuppen“                                                             | Der Ort wurde 1950 umbenannt und vor 1975 verlassen.                                       |
| Schanino (Шанино)                | Neuhoff und Hp. Trumpeiten/Trumpenau                                                           | Der Ort wurde 1950 umbenannt und vor 1975 verlassen.                                       |
| Schtschukino (Щукино)            | Groß Karzewischken, 1938–1945: „Sprosserweide“                                                 | Der Ort wurde 1947 umbenannt und vor 1975 verlassen.                                       |
| Sedlowinka (Седловинка)          | Alt Schemeiten, 1938–1945: „Kleinschönwiese“                                                   | Der Ort wurde 1950 umbenannt und vor 1975 verlassen.                                       |
| Slawjanskoje (Славянское)        | Mosteiten, 1938–1945: „Eschenberg“                                                             | Der Ort wurde 1950 umbenannt und vermutlich vor 1975 an den Ort Wischnjowka angeschlossen. |
| Tscherkasskoje (Черкасское)      | Sausseningken, 1938–1945: „Milchhof“                                                           | Der Ort wurde 1950 umbenannt und vor 1975 verlassen.                                       |
| Utinoje (Утиное)                 | Hohenberge                                                                                     | Der Ort wurde 1947 umbenannt und vor 1975 verlassen.                                       |
| Wassilkowo (Васильково)          | Trumpeiten, 1938–1945: „Trumpenau“                                                             | Der Ort wurde 1947 umbenannt und vor 1975 an den Ort Jasnoje angeschlossen.                |
| Werchowka (Верховка)             | Schönwiese                                                                                     | Der Ort wurde 1947 umbenannt und was das Gut angeht, vor 1975 verlassen.                   |
| Wischnjowka (Вишнёвка)           | Lyszeiten/Lyscheiten, 1938–1945: „Lischau“ und Gräflich Reatischken, 1938–1945: „Heinrichshof“ | Der Ort wurde 1947 umbenannt.                                                              |

### Jasnowskoje selskoje posselenije 2008–2015

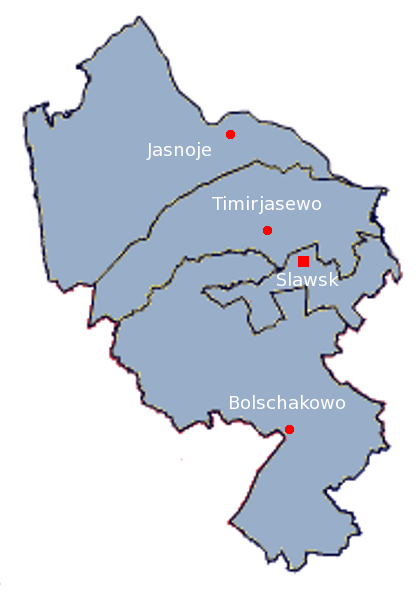
Die Lage der Landgemeinde Jasnowskoje selskoje posselenije im Nordwesten des Rajon Slawsk

Die Landgemeinde Jasnowskoje selskoje posselenije (ru. Ясновское сельское поселение) wurde im Jahr 2008 eingerichtet. Ihr gehörten 17 Siedlungen an, die zuvor zu den Dorfbezirken Jasnowski selski okrug und Prochladnenski selski okrug gehört hatten, mit 4359 Einwohnern (Stand 2010), die in einem Gebiet von 445 km² lebten. Zum Ende 2015 wurde die Gemeinde aufgelöst und deren Orte in den neu gebildeten Stadtkreis Slawsk eingegliedert.
| Ortsname                         | deutscher Name                                                             |
| -------------------------------- | -------------------------------------------------------------------------- |
| Chrustalnoje (Хрустальное)       | Klein Prudimmen/Kleinerlenrode, Matzgirren/Kurrenberg und Jagdschloss Pait |
| Djunnoje (Дюнное)                | Ackmenischken/Dünen und Fh. Ibenhorst                                      |
| Gorodkowo (Городково)            | Skören                                                                     |
| Jasnoje (Ясное)                  | Kaukehmen/Kuckerneese                                                      |
| Jasnopoljanka (Яснополянка)      | Spucken/Stucken                                                            |
| Lewobereschnoje (Левобережное)   | Schakuhnen/Schakendorf                                                     |
| Malyje Bereschki (Малые Бережки) | Neu Lappienen/Rautersdorf                                                  |
| Moskowskoje (Московское)         | Jodischken/Jodingen und Tumstallis                                         |
| Mostowoje (Мостовое)             | Sköpen                                                                     |
| Myssowka (Мысовка)               | Karkeln                                                                    |
| Plodowoje (Плодовое)             | Tawell                                                                     |
| Pritschaly (Причалы)             | Inse                                                                       |
| Priwalowka (Приваловка)          | Nausseden/Kleindünen                                                       |
| Prochladnoje (Прохладное)        | Kallningken/Herdenau                                                       |
| Rasdolnoje (Раздольное)          | Tramischen/Trammen                                                         |
| Rasliw (Разлив)                  | Derwehlischken                                                             |
| Wischnjowka (Вишнёвка)           | Lyszeiten/Lischau, Mosteiten/Eschenberg und Norweischen/Mühlmeistern       |

### Einwohnerentwicklung
| Jahr | Einwohner |
| ---- | --------- |
| 1890 | 1.665     |
| 1910 | 2.222     |
| 1939 | 4.510     |
| 2002 | 1.629     |
| 2010 | 1.464     |
| 2021 | 1.028     |

## Kirche
Siehe den Hauptartikel → Kirche Kaukehmen

### Kirchengebäude
Die bis 1945 evangelische Kirche in Kaukehmen entstand unter Einfluss von Joachim Ludwig Schultheiß von Unfriedt in den Jahren 1704 bis 1708 als massiver Saalbau. 1881 bis 1884 wurde der Turm errichtet. Es hat hier bereits frühere seit der Reformation nachweisbare Holzkirchen gegeben. Nach einem Brand wurde die Kirche 1906 wieder eingeweiht. Den Zweiten Weltkrieg überstand das Gebäude unzerstört. Danach jedoch wurde es zweckentfremdet und als Lagerhalle genutzt, der Kirchturm wurde zum Wasserturm. 1992 wurde es der  russisch-orthodoxen Kirche übergeben, eine Nutzung blieb allerdings aus. Lediglich die Sakristei im Osten ist noch benutzbar, die Ausstattung insgesamt jedoch vernichtet. In den Jahren seit 2010 wurden Reparaturarbeiten durchgeführt.

### Kirchengemeinde
Bereits im Jahre 1576 wurde in Kaukehmen eine evangelische Kirchengemeinde mit einem weitflächigen Kirchspiel gegründet. Schon vor dem Gründungsdatum amtierten hier Geistliche – wegen der Größe der Gemeinde waren bis 1704 und wieder ab 1874 je zwei Pfarrer eingesetzt. Zunächst zur Inspektion Tilsit (russisch: Sowetsk) gehörig war die Kirche Kaukehmen dann bis 1945 dem Kirchenkreis Niederung (Elchneiderung) in der Kirchenprovinz Ostpreußen der Kirche der Altpreußischen Union zugeordnet.
Flucht und Vertreibung der einheimischen Bevölkerung in Kriegsfolge brachten das kirchliche Leben zum Erliegen. Heute liegt Jasnoje im Einzugsbereich der in den 1990er Jahren neu entstandenen evangelisch-lutherischen Gemeinde in Slawsk (Heinrichswalde) innerhalb der Propstei Kaliningrad der Evangelisch-lutherischen Kirche Europäisches Russland.

## Söhne und Töchter des Ortes
- Karl August Wittich (1789–1860), preußischer Generalmajor
- August Eduard Preuß (1801–1839), deutscher Schulmann und Sachbuchautor
- Otto Hassenstein (1837–1915), deutscher Jurist, Richter, Senatspräsident und Präsident des Oberlandesgerichts in Marienwerder
- Max Hirschfeld (1860–1944), deutscher Schriftsteller
- Friedrich Schröder-Sonnenstern (1892–1982), deutscher Zeichner und Maler
- Rudolf Fabian (1912–1943), deutscher Geologe und Petrologe
- Jürgen Thiel (* 1937), deutscher Wasserballspieler
- Frank-Otto Schenk (1943–2020), deutscher Theater- und Filmschauspieler